# Fredrik Eriksson (ishockeyspelare)
Fredrik Eriksson, född 18 juli 1983 i Örebro, nuvarande bosatt i Norsesund, Alingsås kommun, är en svensk professionell ishockeyspelare som spelar för Borås Hockey i Hockeyettan.
Erikssons moderklubb är BIK Karlskoga. Han spelade juniorhockey i Färjestads BK för att senare som senior spela för BIK Karlskoga i Hockeyallsvenskan 2001/2002. Inför säsongen 2003/2004 skrev han på kontrakt med Färjestads BK i SHL. Han vann totalt tre SM-medaljer och ett SM-guld med laget. Efter säsongen 2005/2006 lämnade han Färjestad för spel i Malmö Redhawks där han omskolade sig som back.
Eriksson har tidigare spelat i SHL (tidigare Elitserien) för Malmö Redhawks och Frölunda HC. Han har även tidigare spelat en säsong för tyska Nürnberg Ice Tigers i Deutsche Eishockey Liga. Säsongen 2013-14 spelar han återigen för dem.
Han är kusin till hockeyspelaren Christian Berglund.

## Klubbar
- IK Frej (1995–1999)
- Färjestad BK (1999–2001, 2003–2006)
- Bofors IK (2001–2005)
- Bofors IK (2006)
- Malmö Redhawks (2006–2010)
- Nürnberg Ice Tigers (2010-2013)
- Frölunda HC (2011–2013)
- Nürnberg Ice Tigers (2013-2015)
- Kölner Haie (2015-2018)
- Straubing Tigers (2018-2021)
- Lån EC KAC (2021-2021)
- Borås Hockey (2021 -

### Fotnoter
1. ↑  ”Fredrik Anders Eriksson”. Birthday.se. http://www.birthday.se/person/d749f357-e9ab-2a7d-6980-3e089859f414. Läst 29 juli 2013.
2. ↑  http://article.wn.com/view/2014/03/10/Forre_SHLbacken_bast_i_tyska_ligan/
3. ↑  http://www.eliteprospects.com/player.php?player=784